# Рубиновый венилиорнис
Рубиновый венилиорнис (лат. Veniliornis callonotus) — вид птиц из семейства дятловых. Выделяют два подвида.

## Распространение
Международный союз орнитологов выделяет 2 подвида:
- Veniliornis callonotus callonotus (Waterhouse, 1841) — юго-запад Колумбии и северо-запад Эквадора
- Veniliornis callonotus major (Berlepsch & Taczanowski, 1884) — юго-запад Эквадора и северо-запад Перу

## Описание
Длина тела 13—15 см. Макушка и затылок самца рыжие с чёрными прожилками. У самки эти части тела чёрные, иногда с некоторым количеством белых кончиков перьев на затылке. Радужная оболочка каштановая, клюв желтоватый с более тёмными основанием и кончиком, ноги серые. Молодые особи похожи на самок, но при этом они окрашены в пятнистый зеленовато-серый цвет сверху и тёмно-жёлтый снизу.

## Биология
Считается, что эти птицы питаются мелкими беспозвоночными. Об их размножении известно мало.
МСОП присвоил виду охранный статус LC.